# Tōin
Tōin (jap. 東員町 Tōin-chō) – miasto w Japonii, na wyspie Honsiu, w prefekturze Mie. Według danych na rok 2020 miejscowość zamieszkiwało 25 784 mieszkańców , a gęstość zaludnienia wyniosła 1136,9 os./km².